# Moteurs Guy Nègre
Moteurs Guy Nègre (MGN) war ein französisches Unternehmen, das sich mit Motorentechnik befasste. Überregionale Bekanntheit erlangte das Unternehmen erstmals in den späten 1980er Jahren, als es einen ungewöhnlichen W-Motor für die Formel 1 entwickelte und baute, der in einem Prototyp getestet wurde.

## Unternehmensgeschichte
Gründer des Unternehmens war der französische Ingenieur Guy Nègre, der in den 1960er Jahren bei Renault gelernt und gearbeitet hatte. 1978 etablierte er in dem provencalischen Ort Vinon-sur-Verdon im Département Var eine eigene Motorenwerkstatt, die anfänglich den Namen SACMA trug. Das Unternehmen beschäftigte sich mit der Reparatur von Automobilmotoren. 1987 wurde der Name in MGN (Moteurs Guy Nègre) geändert. Zu dieser Zeit arbeitete Nègre bereits intensiv an einem Motor für die Formel 1.

## Der MGN W-12-Motor
Guy Nègres erste Aufsehen erregende Konstruktion war ein Zwölfzylinder-W-Motor für die Formel 1. Die Idee zu diesem Konzept ging auf Guy Nègre selbst zurück. Die Entwicklungsarbeiten führte er auf eigene Rechnung und mit eigenen technischen Mitteln durch. Nicht klar ist, ob es Nègre von Anfang an zielgerichtet darum ging, einen Formel-1-Motor auf die Beine zu stellen und zu verkaufen; denkbar ist auch, dass die Formel 1 lediglich eine Möglichkeit darstellen sollte, die in dem Motor realisierten Ideen einer breiten Öffentlichkeit bekannt zu machen.

### Neue Motorenkonzepte in der Saugmotor-Formel 1
Im Hinblick auf die Formel 1 fiel die Konzeption des W-12-Motors in eine Phase des Umbruchs. Ende der 1980er Jahre nahm die Formel 1 reglementsbedingt Abstand von den zuletzt sehr teuren und anfälligen Turbo-Triebwerken; mit Beginn der Formel-1-Saison 1989 waren nur noch Saugmotoren zugelassen. In dieser Zeit entwickelten diverse Hersteller sehr unterschiedliche Motorenkonzepte für die künftige Saugmotor-Formel. In den meisten Fällen handelte es sich um V-Motoren mit acht, zehn und zwölf Zylindern mit unterschiedlichen Zylinderwinkeln. Es gab allerdings auch ungewöhnlichere Herangehensweisen:
- Hierzu gehörte vor allem ein Zwölfzylinder-Boxermotor, den Motori Moderni für Subaru entwickelt hatte und der einen kurzen, erfolglosen Einsatz bei Coloni erlebte.

- Ferner entwickelte ein Unternehmen namens Neotech aus Eisenerz (Steiermark) in Österreich einen V12-Motor mit Mittelabtrieb, der für die Verwendung im Team EuroBrun Racing in der Formel-1-Saison 1990 im Gespräch war, letzten Endes aber über das Prototypenstadium nicht hinaus kam.

- Schließlich entstanden auch zwei selbständige W-Motoren. Einer davon war der Motor von MGN. Das zweite Aggregat war etwa im gleichen Zeitraum in Italien von Franco Rocchi entwickelt worden; es fand unter der Bezeichnung Life F35 über den italienischen Industriellen Ernesto Vita und dessen Team Life Racing Einzug in die Formel 1, allerdings konnten in der Formel-1-Saison 1990 weder das Team noch der Motor überzeugen: In zwölf Anläufen konnte sich das vom Rocchi-Motor angetriebene Auto nicht ein einziges Mal qualifizieren.

### Das MGN-Konzept
Abgesehen von der grundsätzlich identischen Anordnung der Zylinderbänke, hatte der MGN-W-12 keine Gemeinsamkeiten mit dem italienischen Rocchi-Triebwerk. Nègre hatte drei Zylinderbänke mit je vier Zylindern jeweils in Winkeln von 60 Grad aneinandergefügt; das Triebwerk hatte eine zentrale Kurbelwelle. Als maximale Leistung gab Nègre Anfang 1988 einen Wert von 630 PS bei 11.500 Umdrehungen pro Minute an. Soweit dieser Wert der Realität entsprach, hätte der MGN-W-12 die Kundenmotoren von Cosworth und Judd deutlich übertroffen und in etwa auf dem Niveau des Zwölfzylinders von Lamborghini Engineering gelegen. Die Leistungsausbeute von Rocchis W-12 hingegen lag effektiv auf einem Niveau von etwa 400 PS.
Bei MGN war nicht nur das Motorenlayout selbst eigenständig; darüber hinaus realisierte Nègre auch in zahlreichen Detailfragen unkonventionelle, mitunter auch gewagte Lösungen, mit denen er sich von den allgemein üblichen Konstruktionsmustern abhob. Am auffälligsten war der Verzicht auf herkömmliche Ventile. Stattdessen installierte MGN verchromte Drehschieber, die höhere Drehzahlen versprachen. Die Rede war von 12.500 Umdrehungen pro Minute, ein Wert, der 1988 bemerkenswert war und seinerzeit noch von keinem Motorenhersteller erreicht wurde. Auch 1989 lagen die Höchstwerte der Motoren von Cosworth und Judd noch bei 11.000 bzw. 11.500 Umdrehungen pro Minute. Allerdings zeigten jedenfalls die Spitzenmotoren der Scuderia Ferrari sowie von Honda, Lamborghini Engineering und Renault im Laufe des Spätsommers 1989, dass die von Guy Nègre angegebenen Drehzahlen auch mit herkömmlichen Ventilen erreicht werden konnten: Bei ihnen wurden letztlich Werte im Bereich von 12.800 Umdrehungen gemessen. Als erheblicher Nachteil von Nègres Drehschiebern erwies sich die Brennraumabdichtung, die nur sehr schwer in den Griff zu bekommen war.
Ende 1988 baute Nègre zwei, nach anderen Angaben drei Exemplare seines W-Motors, die sich in manchen Details – beispielsweise in der Führung des Zahnriemens – unterschieden.

## MGN und AGS
Im Laufe des Jahres 1989 berichtete die französische Presse zunehmend über Nègres Triebwerk. Damit verbunden waren zunehmende Gerüchte über einen Einsatz der Motoren im Formel-1-Team Automobiles Gonfaronnaises Sportives (AGS). AGS hatte gezeigt, dass man mit knappsten Mitteln und viel Enthusiasmus einiges in der Formel 1 erreichen konnte. Eine südfranzösische Zeitung berichtete, dass das französische Mineralölunternehmen Total das Projekt fördern und einen regulären Einsatz im AGS-Team finanzieren wolle. Die Gerüchte wurden schließlich noch dadurch genährt, dass Guy Nègre im Sommer 1989 ankündigte, seinen Motor in einem AGS-Chassis testen zu wollen.
Tatsächlich gibt es keine Belege dafür, dass ernsthafte Verhandlungen zwischen dem AGS-Gründer Henri Julien bzw. der seit 1989 neu eingesetzten Teamleitung und Guy Nègre stattgefunden hätten. Die einzige Geschäftsbeziehung, die nachweisbar ist, ist der Verkauf eines alten AGS-Chassis an Guy Nègre, der bereits im Sommer 1988 erfolgt sein dürfte. Hierbei ging es für AGS allerdings allein um zusätzliche Einnahmen in einer für das Team wirtschaftlich schwierigen Zeit, nicht dagegen um die Grundsteinlegung für ein gemeinsames Unternehmen.

## Die Testfahrten
Im September 1989 kam es zu den geplanten Testfahrten. Guy Nègre hatte von AGS ein Fahrzeug namens AGS JH22 (Fahrgestellnummer 033) erworben, eine von 1987 stammende, in ihren Wurzeln allerdings auf die frühen 1980er Jahre zurückführbare Konstruktion. Nègre selbst (und nicht AGS) hatte den Wagen so umgebaut, dass das MGN-Triebwerk (anstelle des zuvor verwendeten Cosworth DFZ) in das Chassis passte. Die Maßnahmen waren provisorischer oberflächlicher Natur; der Motorraum war sichtlich schlecht verkleidet und ähnelte optisch einem Spirit 201C des Teams Spirit Racing von 1983.
Die Testfahrten fanden auf dem Circuit Automobile du Grand Sambuc statt, einem zwei Kilometer langen, anspruchslosen Rundkurs in der Nähe von Aix-en-Provence. Den Fahrer erwähnte MGN nicht namentlich; die Pressemitteilung sprach lediglich von einem „regionalen Testpiloten“. Die Zeitschrift autohebdo berichtete ihrer der Ausgabe 602, dass der Testfahrer Philippe Billot hieß. Unter dem Namen Philippe Billot sind in den Meldelisten kleinerer Rennklassen für die 1970er und 1980er Jahre keine Einträge zu finden.
Über die Ergebnisse der Testfahrten wurde nichts veröffentlicht; weder die Anzahl der Runden noch die Rundenzeiten wurden bekannt.
Soweit Guy Nègre gehofft hatte, mit den Testfahrten das Interesse eines Teams an seinem Motor zu wecken, ließ sich dies nicht realisieren. Anders als Franco Rocchis Konstruktion fand der MGN-W12 nicht den Weg in ein Formel-1-Team.

## Der Norma-MGN
Im Jahr 1990 erschien Nègres Motor noch einmal, allerdings im Zusammenhang mit dem Langstreckensport. Ein Team namens Armagnac Bigorre meldete zu den 24 Stunden von Le Mans 1990 für die Kategorie C1 (geschlossene Sportwagenprototypen) einen Norma M6, der mit dem MGN-Motor ausgestattet war. Der Wagen war hergestellt worden von dem französischen Unternehmen Norma Auto Concept, einer kleinen Werkstatt aus den Pyrenäen. Als Fahrer waren die Franzosen Norbert Santos – der Gründer des Norma-Werks – sowie Noël del Bello und Daniel Boccard gemeldet. Der Wagen drehte allerdings im Rennen keine Runde; einigen Zeitungsberichten zufolge ließ sich der Motor nicht starten, so dass die Fahrer nicht einmal die Box verlassen konnten. Eine bemerkenswerte Koinzidenz ist der Umstand, dass das Team Automobiles Gonfaronnaises Sportives im Jahr 1983 selbst unter dem Namen „Armagnac Bigorre“ in der Formel 2 angetreten ist.

## Guy Nègre heute
Heute ist Guy Nègre Mitinhaber des in Luxemburg registrierten Unternehmens MDI (lediglich die Holding, das Unternehmen hat seinen aktiven Sitz in Carros, Südfrankreich), das einen Luftdruckmotor für Straßenfahrzeuge entwickeln will. Hier besteht eine Zusammenarbeit mit dem indischen Konzern Tata. Über langjährige Ankündigungen, dass das Unternehmen im jeweils nächsten Jahr effektiv käufliche Produkte herstellen würde, ist man allerdings – bis heute – nie hinausgekommen.